# Aljona Ivantsjenko
Aljona Olegovna Ivantsjenko (Russisch: Алёна Олеговна Иванченко) (16 november 2003) is een wielrenster uit Rusland. Ivantsjenko rijdt zowel op de weg als op de baan. Vanaf 2022 rijdt ze voor UAE Team ADQ.
In september 2021 werd Ivantsjenko in Trente Europees kampioene tijdrijden bij de junioren. Bij de wegrace eindigde ze als vijfde, eveneens bij de junioren. Twee weken later werd ze ook wereldkampioene tijdrijden bij de junioren, in Brugge.

## Palmares
2021
 Wereldkampioene tijdrijden, junioren
 Europees kampioene tijdrijden, junioren
2022
3e etappe (ITT) Ronde van Bretagne
2023
Jongerenklassement Ronde van Scandinavië
Jongerenklassement Tour de l'Ardèche

### Resultaten in voornaamste wedstrijden
| Jaar | Ronde van Italië | Ronde van Frankrijk | Ronde van Spanje |
| ---- | ---------------- | ------------------- | ---------------- |
| 2022 |                  |                     |                  |
| 2023 |                  |                     | 25e              |
| 2024 |                  |                     | 23e              |
| 2025 |                  |                     | 47e              |

| Jaar | Ronde van Vlaanderen | Parijs-Roubaix | Amstel Gold Race | Luik-Bast.‑Luik | Le Samyn | Brabantse Pijl | Waalse Pijl |
| ---- | -------------------- | -------------- | ---------------- | --------------- | -------- | -------------- | ----------- |
| 2022 | opgave               | buit.tijd      |                  |                 | 45e      |                | 27e         |
| 2023 |                      |                |                  | 43e             | 52e      | 39e            | 31e         |
| 2024 |                      |                | 81e              |                 |          | 68e            | 19e         |
| 2025 |                      |                |                  |                 |          |                |             |

## Ploegen
- 2022 —  UAE Team ADQ
- 2023 —  UAE Team ADQ
- 2024 —  UAE Team ADQ
- 2025 —  UAE Team ADQ

al Sayegh · Bastianelli · Bertizzolo · Boogaard · Bujak · García · Ivanchenko · Magnaldi · Novolodskaja · Patuelli · Pintar · Tomasi · Trevisi · Wright · Zanetti
al Sayegh · Amialiusik · Baril · Bastianelli (tot 10/7) · Bertizzolo · Bujak · Consonni · Gasparrini · Harvey · Holden · Ivanchenko · Kumięga · Magnaldi · Persico · Tomasi · Trevisi
al Sayegh · Amialiusik · Bertizzolo · Bujak · Carbonari · Consonni · Gasparrini · Gillespie (vanaf 9/6) · Harvey · Holden · Ivanchenko · Kumięga · Magnaldi · Neumanová · Persico · Swinkels · Włodarczyk
al Sayegh · Amialiusik · Bäckstedt · Bertizzolo · Blasi (vanaf 14/5) · Chapman · Gasparrini · Gillespie · Holden · Ivanchenko · Longo Borghini · Magnaldi · Marturano · Neumanová · Persico · van Rooijen · Squiban · Swinkels · Włodarczyk